# János Kende
Ne doit pas être confondu avec János Kender.
János Kende, né à Marseille (France) le 22 septembre 1941 , est un directeur de la photographie hongrois.

## Biographie
Son travail d'opérateur sur le court métrage Jelenlét (La Présence) de Miklós Jancsó (1965) lui permet d'obtenir un diplôme de l'École supérieure de cinéma de Budapest. À partir du film Silence et Cri (1968), il devient le collaborateur régulier de Miklós Jancsó. Mais, il travaille aussi, entre autres, pour Márta Mészáros, Zsolt Kézdi-Kovács, Imre Gyöngyössy et Ferenc Kardos.

## Filmographie principale
- 1968 : Silence et Cri (Csend és kiáltás) de Miklós Jancsó
- 1968 : Marie (Holdudvar) de Márta Mészáros
- 1969 : Sirocco d'hiver (Sirokkó) de M. Jancsó
- 1970 : Agnus Dei de M. Jancsó
- 1970 : Zone tempérée (Mérsekelt égöv) de Zsolt Kézdi-Kovács
- 1970 : Une nuit de folie (Egy őrült éjszaka) de Ferenc Kardos
- 1971 : La Technique et le Rite de M. Jancsó
- 1972 : Psaume rouge (Még kér a nép) de M. Jancsó
- 1972 : Romantika de Zsolt Kézdi-Kovács
- 1972 : Légende tzigane (Meztelen vagy) d'Imre Gyöngyössy
- 1973 : Petőfi' 73 de F. Kardos
- 1974 : Pour Électre (Szerelmem, Elektra) de M. Jancsó
- 1974 : Les Fils du feu (Szarvassá vált fiúk) d'I. Gyöngyössy
- 1975 : L'Attente (Várakozók) d'I. Gyöngyössy
- 1976 : Quand Joseph revient (Ha megjön József) de Z. Kézdi-Kovács
- 1976 : Neuf mois (Kilenc hónap) de M. Meszáros
- 1976 : Le Labyrinthe (Labirintus) d'András Kovács
- 1977 : Elles deux (Ők ketten) de M. Meszáros
- 1977 : L'Accent (Ékezet) de F. Kardos
- 1978 : Pierre et Paul (Egyszeregy) de F. Kardos
- 1979 : Rhapsodie hongroise I et II (Magyar rapszódia/Allegro barbaro) de M. Jancsó
- 1981 : Le Cœur du tyran (A zsarnok szíve, avagy Bocaccio Magyarországon) de M. Jancsó
- 1983 : Les Récidivistes (Visszaesők) de Z. Kézdi-Kovács
- 1984 : La Nuit du Sabbat (Boszorkányszombat) de János Rózsa
- 1985 : David, Thomas et les autres (Sortűz egy fekete bivalyért) de László Szabó
- 1993 : Années d'enfance (Jona che visse nella balena) de Roberto Faenza
- 1999 : Je suis vivante et je vous aime de Roger Kahane